# Ushiku (Ibaraki)
Ushiku (牛久市 Ushiku-shi?) es una ciudad situada en la Prefectura de Ibaraki, en Japón. 
A 1 de diciembre de 2013, la ciudad tenía una población de 83.664 habitantes y una densidad de población de 1.420 personas por km ², y su superficie total es de 58,88 km ². 

## Creación de la ciudad
El área de Ushiku se desarrolló como un castillo pueblo  alrededor del Dominio Ushiku dependiente del Shogunato Tokugawa en el período Edo.
Durante el periodo Edo, albergó la estación Ushiku-shuku (牛久宿) de la vía Mito Kaidō.
La villa de Ushiku fue creada con el establecimiento del sistema de las municipalidades el 1 de abril de 1889.
El 1 de junio de 1986 fue elevada al estatus de ciudad.

## Sitios de interés

### Buda Amida
La principal atracción de la ciudad es una de las estatuas más altas del mundo, el Buda Amida de Ushiku, que es una estatua de 120 metros de altura.
Las dimensiones del Buda tienen una razón simbólica: los 120 metros (de los cuales 100 son de la propia estatua y los 20 restantes corresponden al pedestal) se relacionan con los 12 rayos de luz que surgen del Buda hacia el mundo.

### Otros lugares de interés
El Chateau Kamiya, un castillo del vino, que comenzó a funcionar en el año 1901 y es pionero en la producción de vino en Japón.
La laguna Ushiku (牛久沼 Ushiku-numa), es una pintoresca laguna, que según leyendas es el lugar de nacimiento de la mítica bestia Kappa.
Los emplazamientos en donde existieron el castillo Ushiku y el castillo Tōrinji. 

## Transporte
Está conectada por vía férrea con la ciudad de Mito (capital de Ibaraki) y con la metrópoli de Tokio, a través de la Línea Jōban de la East Japan Railway Company en las estaciones de Ushiku y Hitachi-no-Ushiku. 
También cuenta con acceso vial a esas ciudades por carretera a través de la Ruta Nacional 6 y por la autopista Jōban Expressway en los intercambiadores “Ami-Higashi IC”,  ”Ushiku-Ami IC” y “Tsukuba-Ushiku IC” de la Ken-Ō Expressway (Metropolitan Inter-City Expressway), anillo circular conocido también como C4, que lleva al cruce intercambiador “Tsukuba JCT”.

## Galería de imágenes

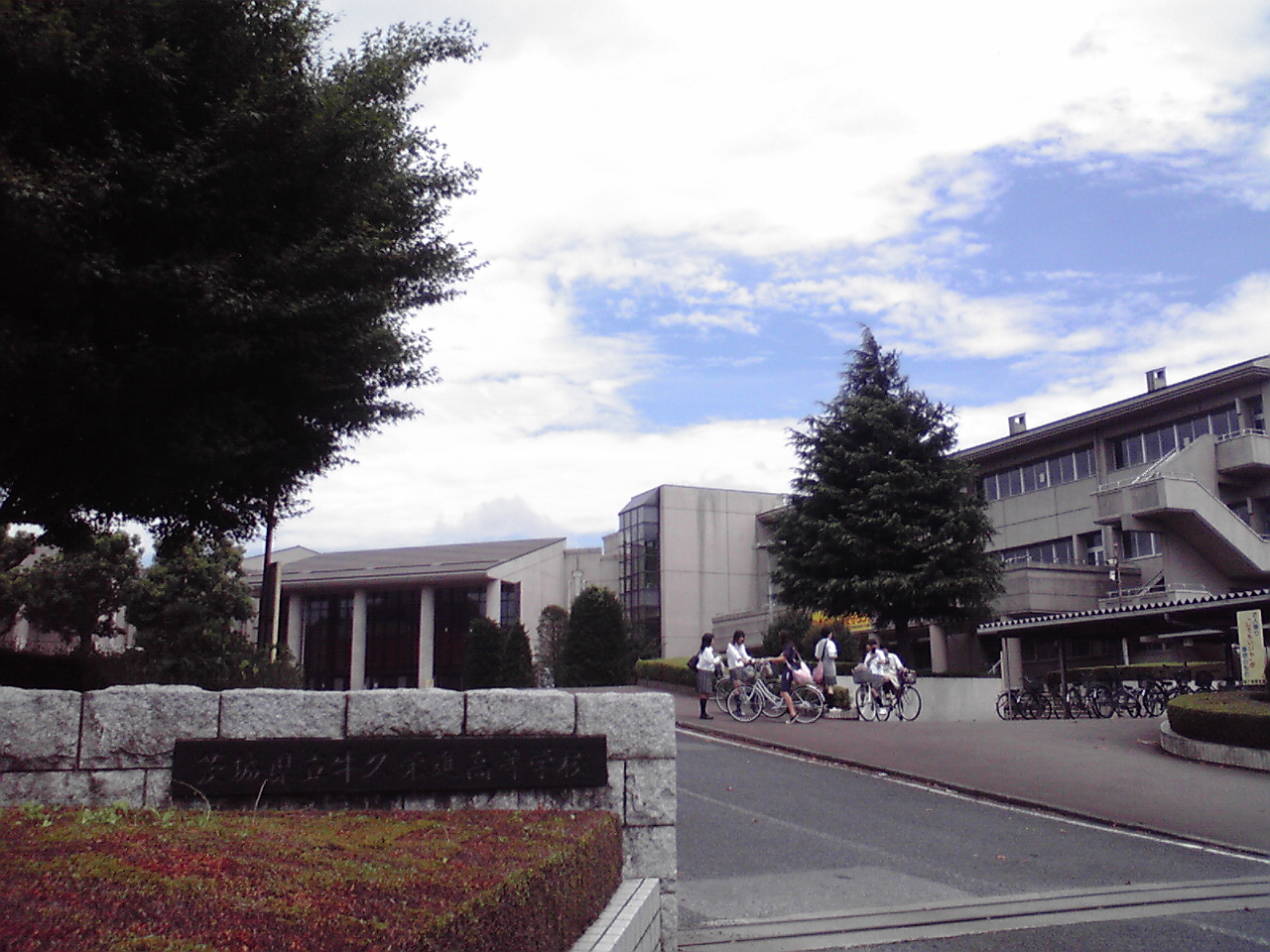
Escuela secundaria en Ushiku.
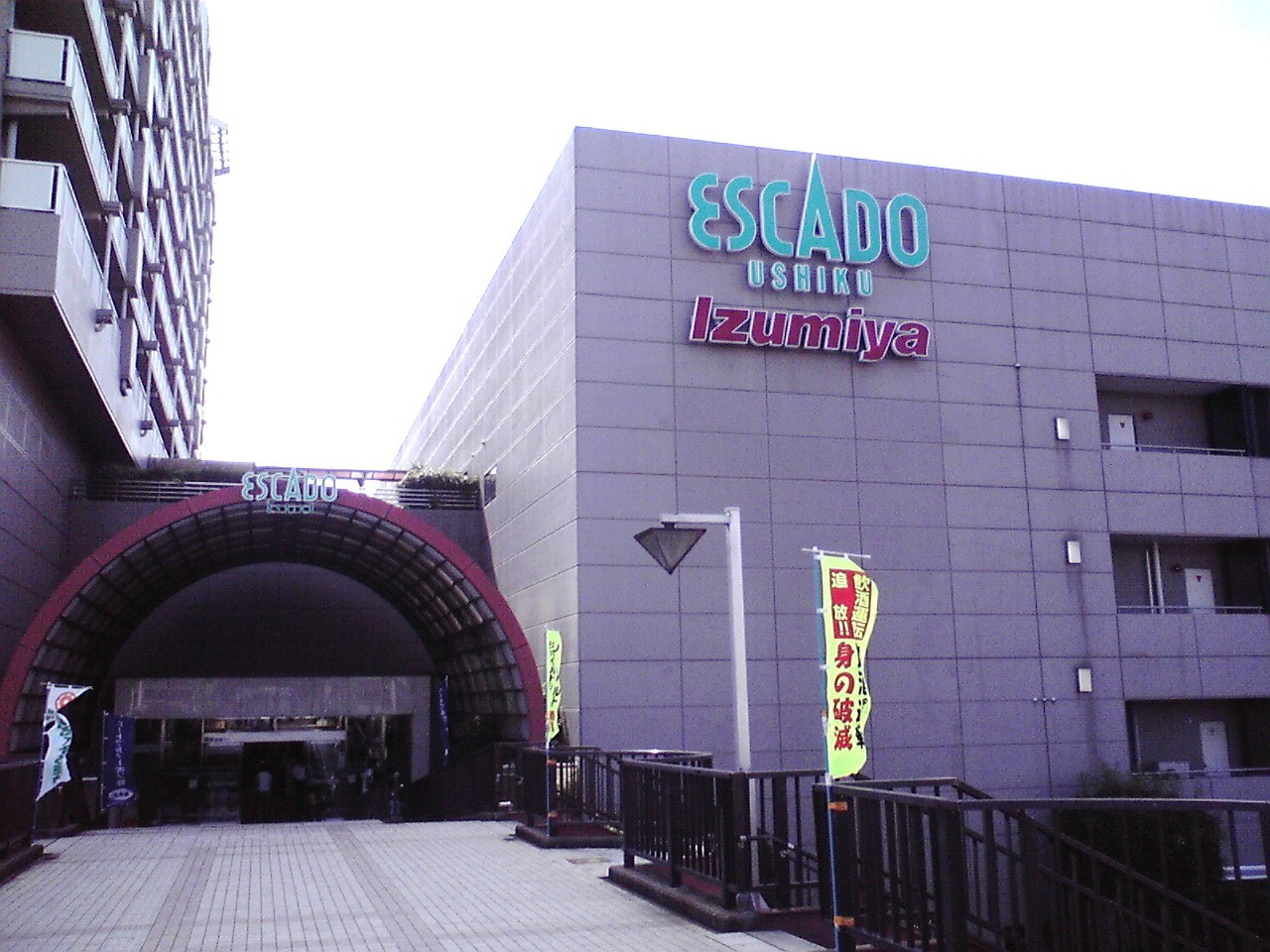
Edificio cerca a la estación de Ushiku de JR en Ushiku.
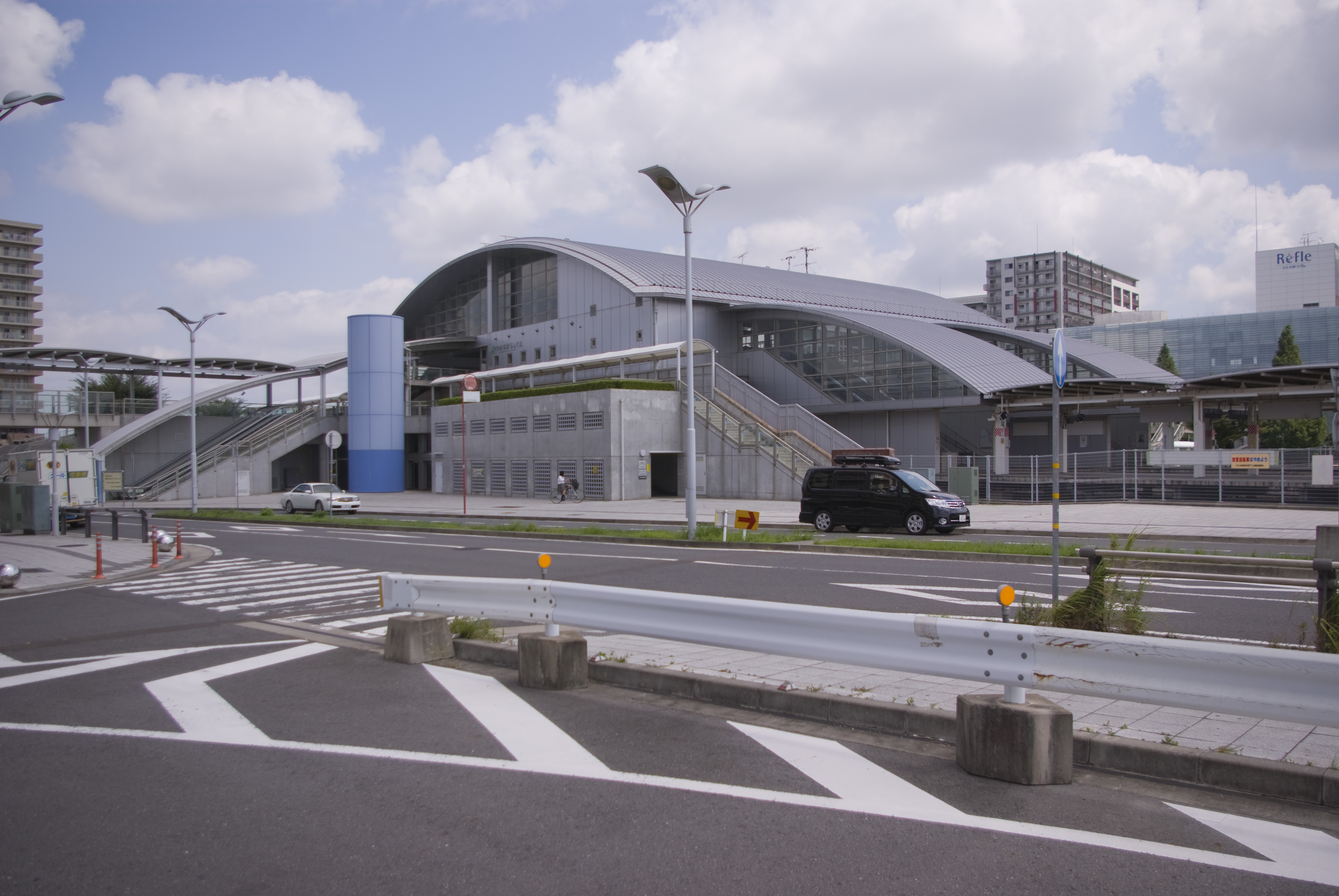
Estación Hitachinoushiku de JR en Ushiku.
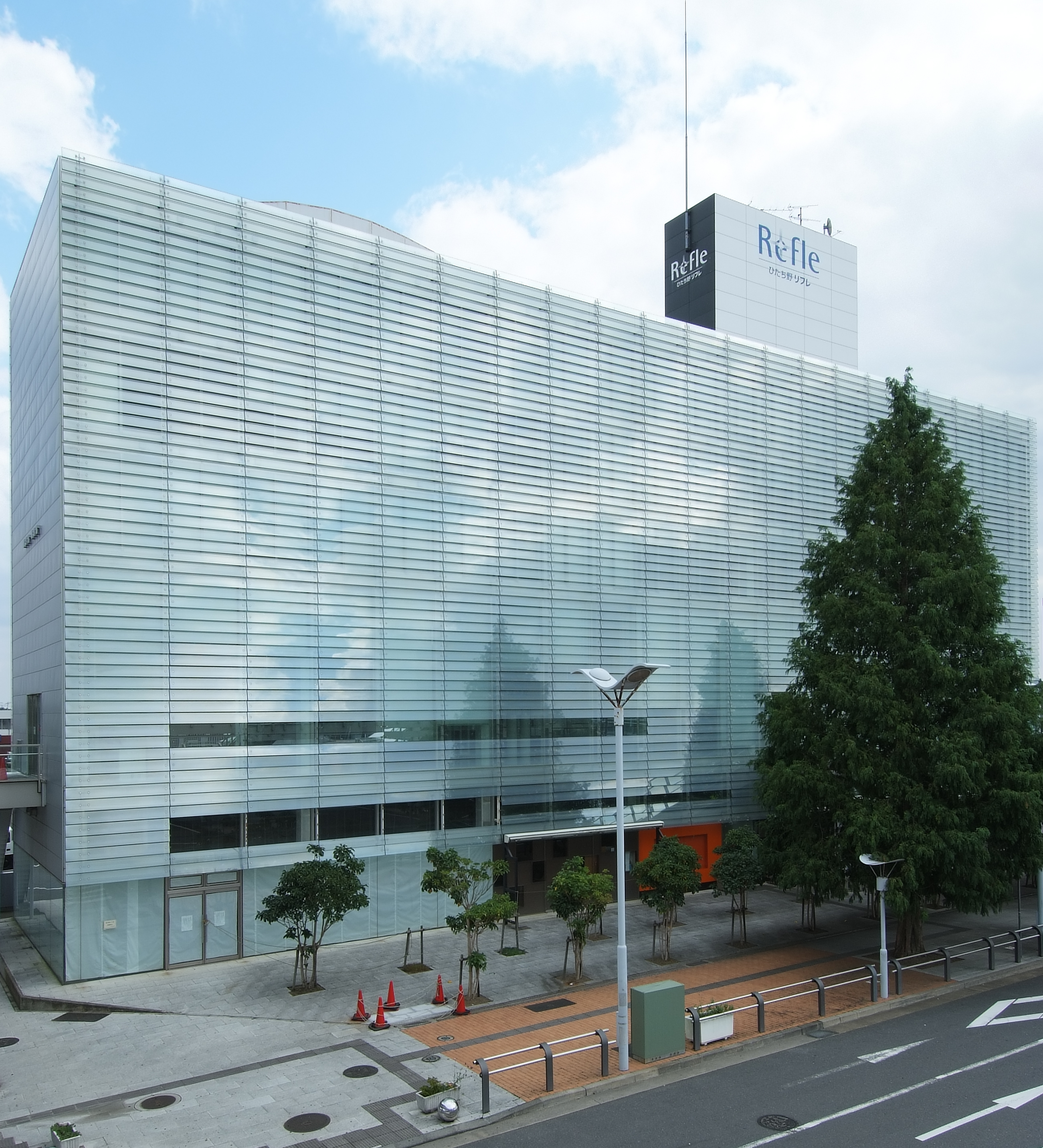
Edificio Refle en Ushiku.
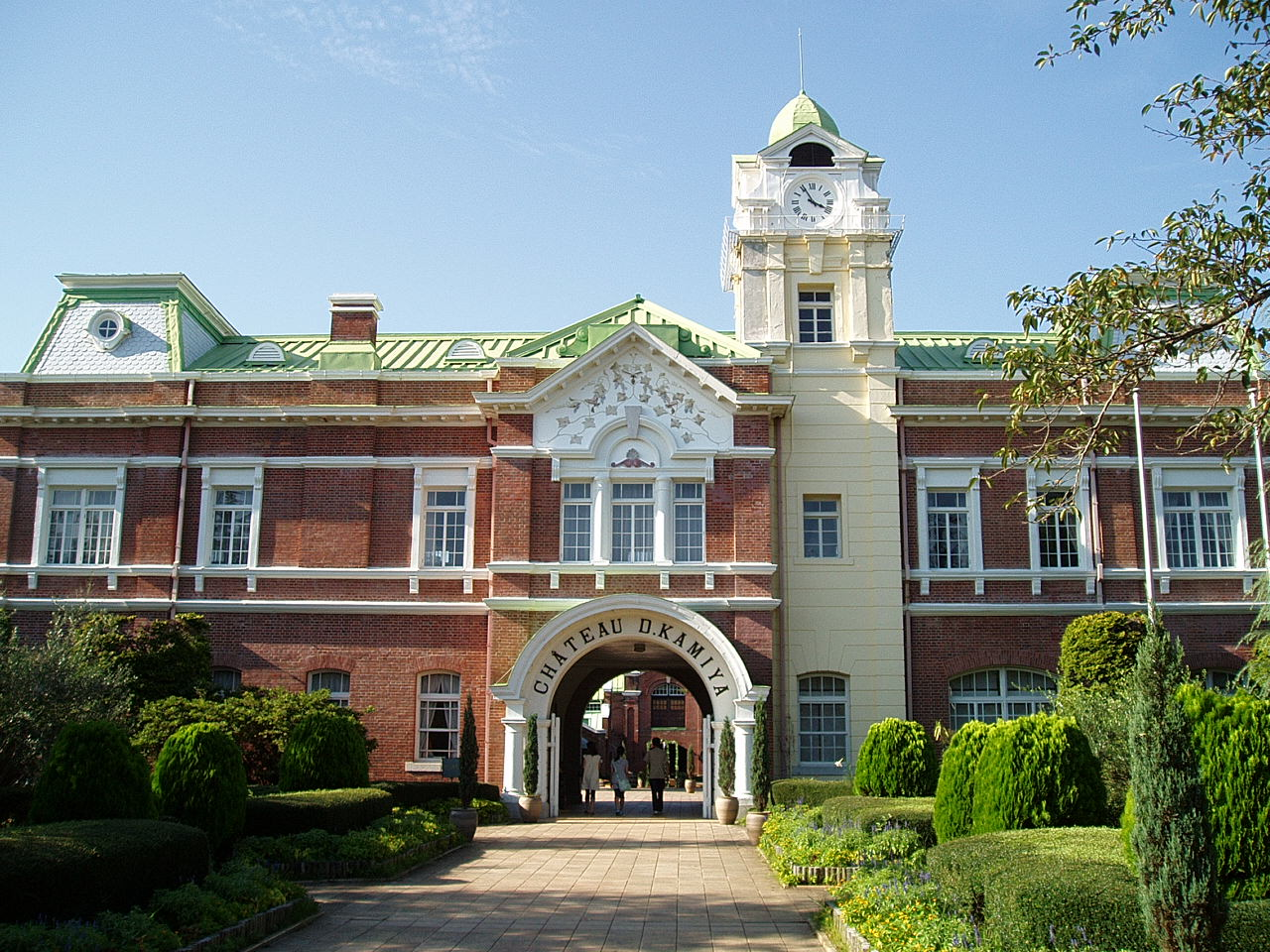
Chateau Kamiya en Ushiku.
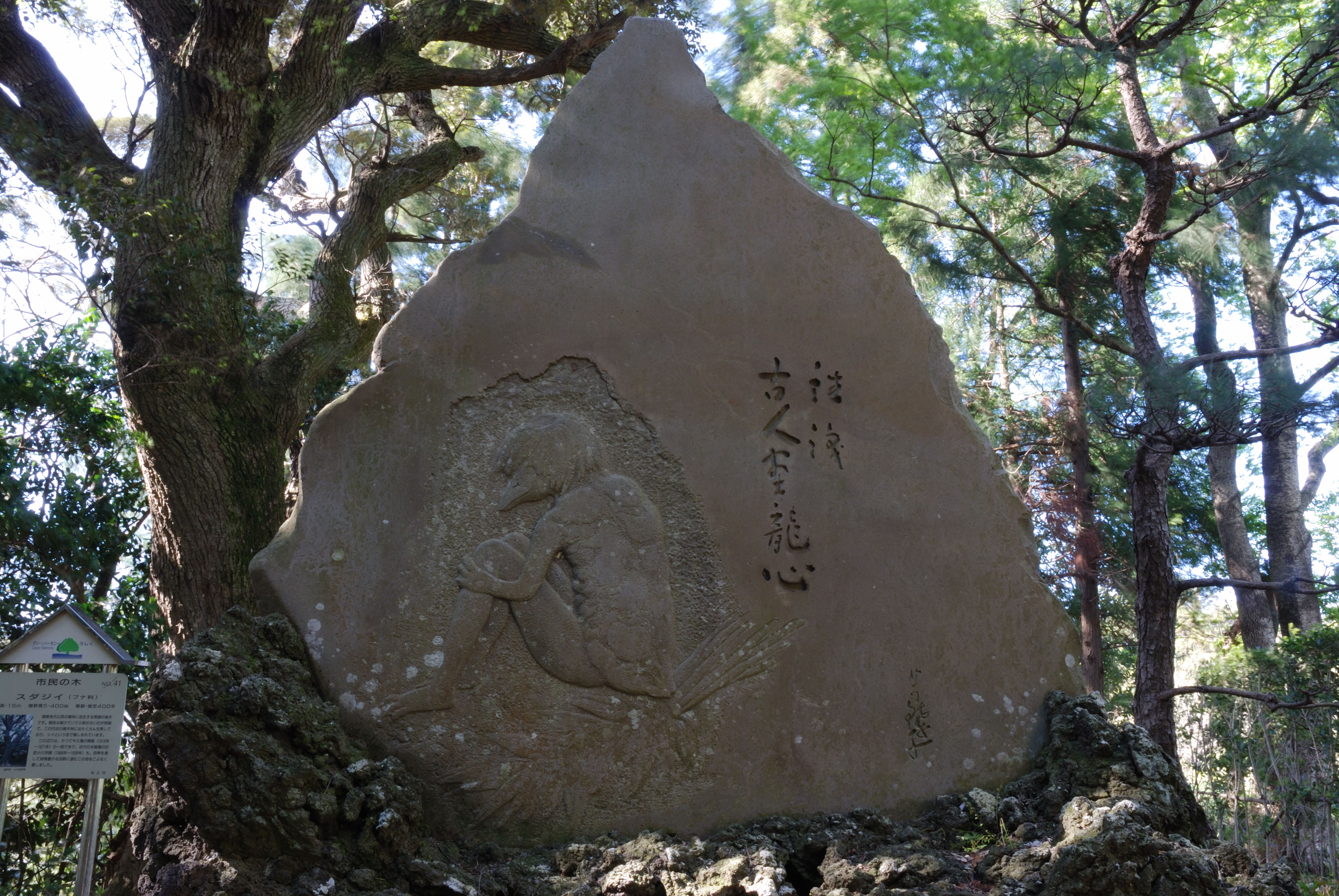
Monumento a la bestia Kappa.
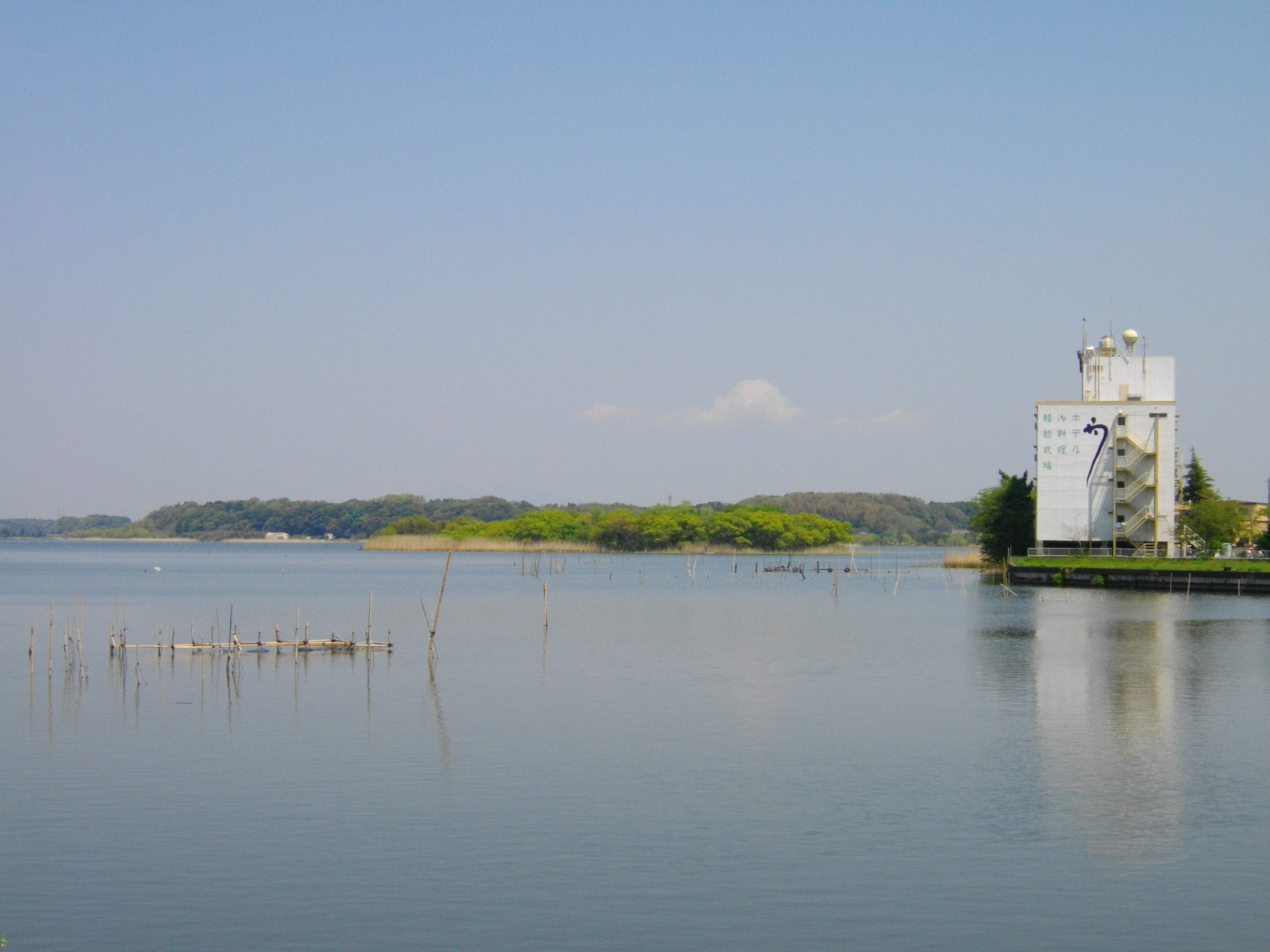
Laguna Ushiku.